# Hickson 90

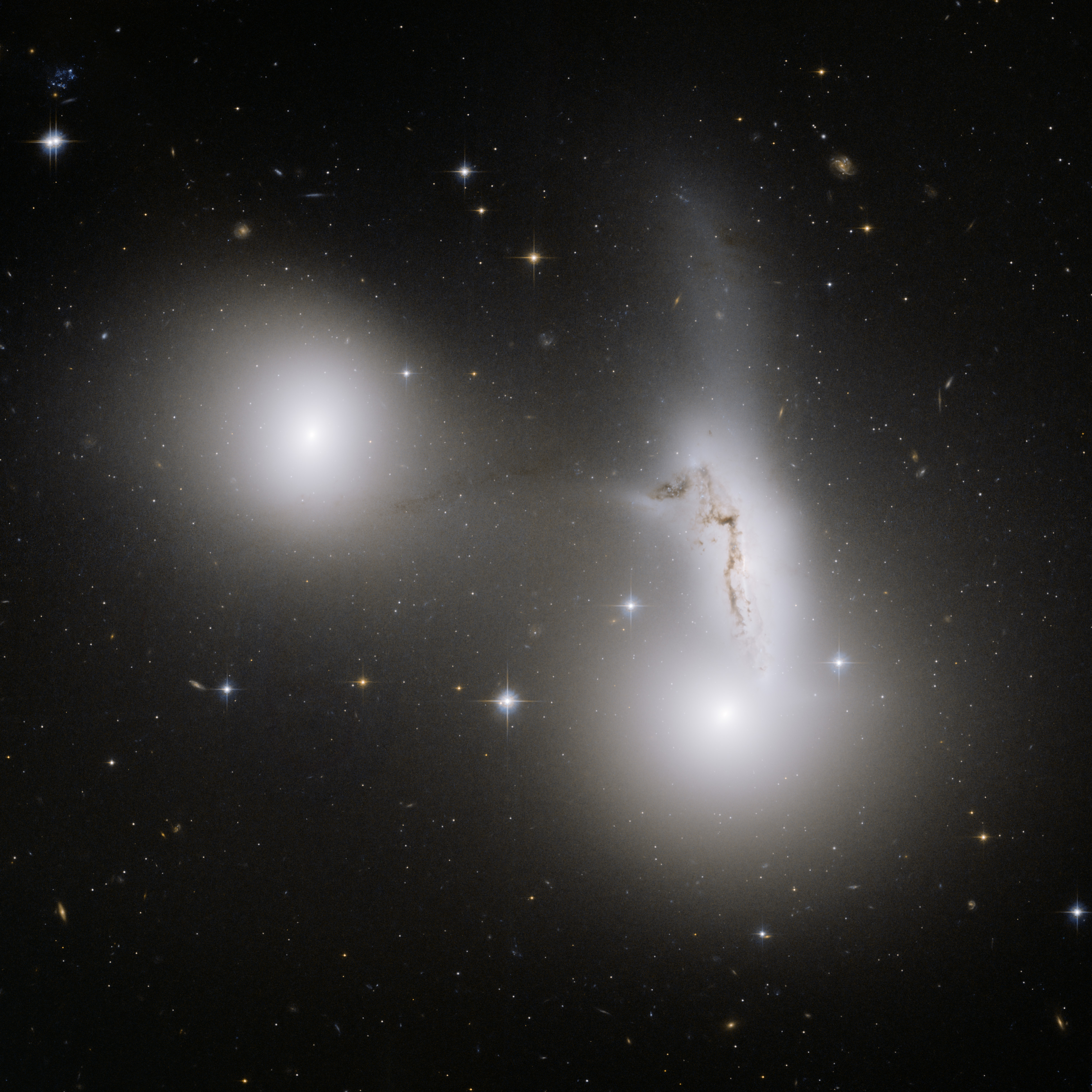
Trzy galaktyki grupy Hickson 90 – NGC 7173 (po lewej), NGC 7174 (po prawej w środku) i NGC 7176 (po prawej w dole) (Kosmiczny Teleskop Hubble'a).

Hickson 90 – zwarta grupa galaktyk powiązanych ze sobą grawitacyjnie. Została skatalogowana przez Paula Hicksona w jego katalogu pod numerem 90. Znajduje się w konstelacji Ryby Południowej w odległości około 100 milionów lat świetlnych od Ziemi.

## Opis
Grupa Hickson 90 zawiera cztery galaktyki powiązane grawitacyjnie: dwie duże galaktyki eliptyczne oraz dwie galaktyki spiralne. Widoczne na zdjęciu wykonanym Kosmicznym Teleskopem Hubble'a trzy galaktyki Hickson 90 silnie ze sobą oddziałują. Znajdująca się w środku galaktyka spiralna NGC 7174 jest zniekształcona i rozciągnięta oddziaływaniem pary dużych galaktyk eliptycznych NGC 7173 oraz NGC 7176. Ponieważ NGC 7174 zawiera mnóstwo gazu i pyłu, wchłonięcie jej przez jej sąsiadki spowoduje gwałtowny proces formowania nowych gwiazd. Końcowym efektem będzie połączenie całej trójki galaktyk w jedną dużą, przewyższającą rozmiarami Drogę Mleczną.
Hickson 90 jest częścią grupy szesnastu galaktyk w gwiazdozbiorze Ryby Południowej.

## Galaktyki grupy
| Nazwa              | Typ               | Rektascensja (J2000) | Deklinacja (J2000) | Redshift (km/s) | Wielkość gwiazdowa |
| ------------------ | ----------------- | -------------------- | ------------------ | --------------- | ------------------ |
| NGC 7172 (HCG 90a) | Sa pec sp;Sy2 HII | 22h 02m 01,91s       | -31° 52′ 11,30″    | 2603 ± 12       | +12,85             |
| NGC 7176 (HCG 90b) | E pec:            | 22h 02m 08,45s       | -31° 59′ 23,3″     | 2511 ± 14       | +12,34             |
| NGC 7173 (HCG 90c) | E+ pec:           | 22h 02m 03,19s       | -31° 58′ 25,3″     | 2497 ± 12       | +13,08             |
| NGC 7174 (HCG 90d) | Sab pec sp        | 22h 02m 06,49s       | -31° 59′ 33,90″    | 2659 ± 9        | +14,23             |